# Белорусская центральная рада
Белору́сская Центра́льная Ра́да (бел. Беларуская Цэнтральная Рада, нем. Weißruthenischer Zentralrat, после 27 июня 1944 — Белорусское государство) — марионеточная коллаборационистская администрация, существовавшая в 1943—1944 годах под нацистской оккупацией на территории Генерального округа Беларусь (Белорутения), до 1944 года входившего в Рейхскомиссариат Остланд. Несмотря на марионеточность действий и больше символический характер такого «правительства» и его непопулярность, вокруг него организовывались различные белорусские националисты, сотрудничавшие с нацизмом, а после бегства за границу и переоформление в «правительство в изгнании» БЦР стала частью Антибольшевистского блока народов и завоевала популярность среди части белорусской эмиграции.

## Предыстория

### Деятельность Белорусской Самообороны
Накануне Великой Отечественной войны абвер наладил контакты с белорусской группировкой Щорса—Гадлевского, которая действовала как националистическая организация «Белорусский национальный фронт», но фактически строила подпольные структуры белорусского Сопротивления в Польше. «Фронт» участвовал в организации белорусских диверсионных групп, которые перебрасывались в Белорусскую ССР.
В первые дни войны в сёлах белорусского Полесья возникли отряды «Белорусской самообороны», которые быстро взяли под контроль обширные территории. Немецкие войска ещё не успели сюда добраться, и белорусы стали полноправными хозяевами целых районов. Точные сведения о руководстве Белорусской самообороны отсутствуют. Эта организация была создана при активной поддержке местного населения, разочарованного советской властью, особенно её экономической политикой и репрессиями.
На освобождённых от советской власти территориях белорусы, подобно украинцам, организовали свои гражданские администрации, выпускали газеты и распределяли земли. Однако в октябре 1941 года в Полесье прибыла немецкая оккупационная администрация, начавшая внедрять «новый порядок» и подчинять себе местную полицию. В ответ на это 15 ноября 1941 года Полесская сечь официально объявила о самороспуске и спрятала своё вооружение. Белорусская Самооборона, будучи менее централизованной структурой, разделилась: некоторые её подразделения продолжили действовать как полиция, другие распались или присоединились к Белорусскому народному партизанскому движению, а офицеры абвера Всеволод Родзько и Михаил Витушко продолжили работать легально.

### Предпосылки формирования БЦР
После нападения Третьего Рейха на СССР почти сразу началось массовое преследование евреев, в котором заметную роль играли белорусские коллаборационисты. Была создана Белорусская вспомогательная полиция, которая, особенно в феврале-марте 1942 года, использовалась для убийств евреев. Однако поощрения со стороны оккупационных властей коллаборационисты не получили: территория предназначалась для колонизации, и генеральный комиссар Белоруссии Вильгельм Кубе проводил жёсткую политику, хотя в некоторой мере шёл навстречу коллаборационистам: разрешил использовать бело-красно-белый флаг и герб «Погоня», по его инициативе была создана Белорусская рада доверия. На просьбы ввести самоуправление оккупационные власти отвечали репрессиями.

В 1943 году, после убийства Кубе, Рейнхард Гелен предложил поднять готовность белорусов сотрудничать, создав что-то вроде марионеточного государства. Коллаборационистам пообещали после победы Германского Рейха «независимое государство» вроде Хорватии.

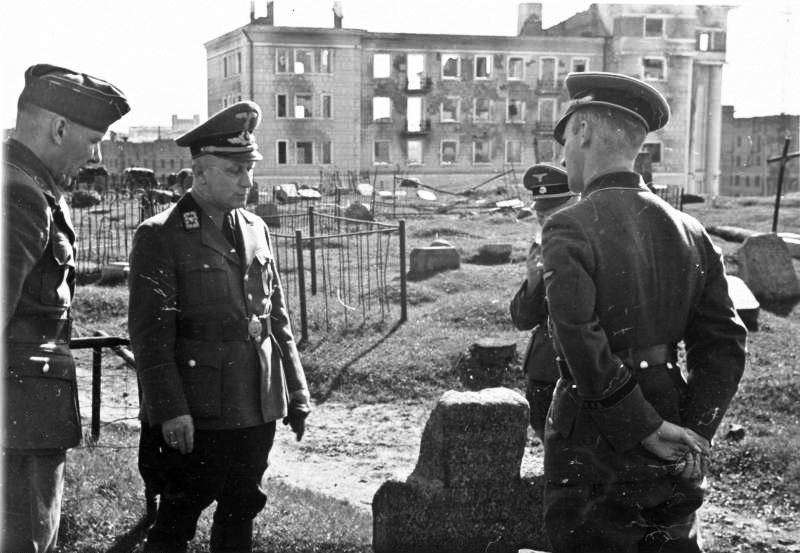
Гауляйтер Кубе в Минске. Май 1943 года

### Провозглашение БЦР
БЦР была провозглашена 21 декабря 1943 в Минске во главе с Радославом Островским, на тот момент занимавшим посты начальника управы Минского округа, председателя Белорусской рады доверия и бургомистра Брянска, Смоленска и Могилёва. До войны сотрудничал с националистами БНР, будучи министром образования, участвовал в антисоветском Слуцком восстании 1920 года, несколько месяцев прослужил армии Деникина, после окончания советско-польской войны уехал в Польшу, где сотрудничал с западно-белорусскими подпольными коммунистами и польским правительством. После вторжения в Польшу в 1939 году начал создание белорусской организации в Берлине. На момент провозглашения Островский был заочно арестован как в Польше, так и в СССР. До войны Островский сотрудничал с белорусскими националистами, белорусскими коммунистами в Польше и диктатурой Пилсудского в Польше, будучи депутатом Сейма.
Островский выступал за присоединение Брянска к Беларуси. В Смосленске, совместно с Михаилом Витушко и Дмитрием Космовичем, бургомистр Островский обсуждал с генералом Власовым, на тот момент бывшим чисто пропагандистской фигурой, возможное присоединение Брянска к Беларуси, с чем тот не соглашался. Островский осознавал слабость белорусского националистического движения и считал, что его успех возможен только при внешней поддержке. Нацистам Островский говорил, что создание БЦР поможет развернуть широкую борьбу против советских партизан. Единственными условиями своей работы, согласно некоторым источникам, он назвал возможность создать вооружённые формирования в подчинении БЦР и созыв Всебелорусского конгресса в будущем.

## Второй Всебелорусский конгресс
27 июня 1944 года состоялся Второй Всебелорусский конгресс, задуманный как «преемник» Первого Всебелорусского съезда 1917 года. В ходе съезда Островский объявил о добровольном сложении с себя полномочий председателя рады, однако делегаты конгресса выступили против его отставки, утвердив Островского в занимаемой им должности и объявив БЦР единственным правомочным представительством белорусского народа. Шкелёнок зачитал доклад «О признании неправомочными постановлений правительства СССР и бывшей Польши, касающихся Беларуси, её территории и народа». В завершение заседания делегаты единогласно приняли резолюцию Второго Всебелорусского конгресса, которая подтверждала независимость провозглашённой 25 марта 1918 года Белорусской Народной Республики, а БЦР объявляла правопреемницей Рады БНР (которая этого не признала).
2 июля БЦР уехала из Минска в Берлин, а БКА отступила с ними и была преобразована в подразделение СС. Несмотря на это, вооруженные отряды «Черных котов», продолжали вести партизанскую войну, и с 1948 признавали БЦР единственным легитимным белорусским правительством.

## Деятельность

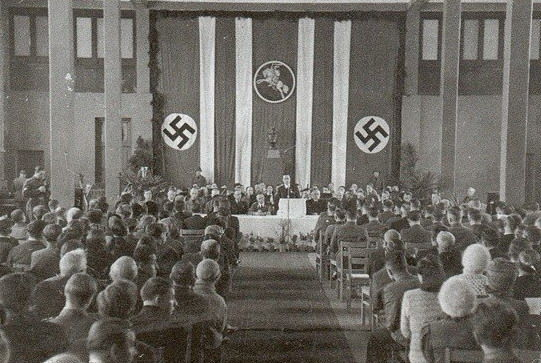
Сессия Белорусской центральной рады. Выступает Радослав Островский, 22 января 1944

Главой БЦР был назначен Радослав Островский, первым заместителем — Николай Шкелёнок, заместителем и главой полиции (Белорусская народная самопомощь) — Юрий Соболевский, военные формирования (Белорусская краевая оборона) возглавили Франц Кушель и Иван Ермаченко. Были также организованы Союз белорусской молодёжи, профсоюзы, Белорусское научное общество и Белорусское культурное собрание. Члены Рады не избирались, а назначались генеральным комиссаром Куртом фон Готтбергом — преемником Кубе, который также занимал пост руководителя СС и полиции в Белоруссии.
Курт фон Готтберг определил за БЦР следующие основные функции: мобилизация населения для борьбы с партизанами, обслуживание и тренировки мобилизованных и рекомендации оккупационным властям по «набору мужчин (где добровольно, где принудительно)». Сразу после создания БЦР Островский объявил мобилизацию в формирования, создававшиеся на основе вспомогательной полиции, таким образом создав Белорусскую краевую оборону в примерно 60 батальонов.
СС помогли установить БЦР «Белорусскую Автокефальную Православную Церковь», которая также занималась оккупационной пропагандой.
БЦР также занималась культурой и образованием, проводя политику «вайсрутенизации» (в противовес советской русификации, начавшейся в 1930-е годы после свёртывания белорусизации). Например, БЦР удалось расширить использование белорусского языка.

## В эмиграции
Ефим Кипель позже упоминал: «Летом 1944 года белорусская жизнь в Берлине была достаточно активной: в Берлин постепенно прибывали беженцы, белорусские организации при Министерстве пропаганды и Министерстве оккупированных восточных территорий, существовало белорусское отделение Трудового фронта, действовал Белорусский комитет, издавались газеты „Раница“ и „Белорусский рабочий“, постепенно формировалась БЦР».
При образовании КОНР БЦР не была включена в его состав, однако ввиду непрекращающихся интриг Р. Островского ему удалось парализовать деятельность конкурирующих белорусских националистов во главе с Н. Н. Будзиловичем.
20 июля 1944 года Имперское министерство восточных оккупированных территорий издало инструкцию, в которой перечислялись «реальные задачи и полномочия» Рады:

1. Борьба с большевизмом путем:

- участия в подготовке создания белорусских воинских формирований;
- участия в создании партизанских отрядов в тылу;
- активной пропагандистской деятельность среди белорусских рабочих.

1. Объединение всех белорусов в Союз освобождения Беларуси.
2. Культурная, социальная и правовая опека над всеми белорусами Германии.
3. Работа с молодежью (СБМ, военно-вспомогательная служба)
4. Женский труд

После войны БЦР вошла в состав Антибольшевистского блока народов, который в первые годы Холодной войны поддерживался руководством США. Рада позиционировалась как единственное легитимное правительство Беларуси в изгнании и противопоставлялось Раде Белорусской Народной Республики, функционировавшей в изгнании с 1919 г. Некоторые члены Рады БНР перешли в БЦР, узнав, что БЦР будет финансировать ЦРУ.
Весной 1945 года СМЕРШ был арестован военный министр БЦР Константин Езовитов и передан в СССР; согласно некоторым версиям, Шкелёнок также подвергся аресту в СССР; Степан Колядка вернулся добровольно.
24 сентября 1945 на заседании XI Пленума всеми имеющимися в Германии членами организации было принято решение о временном приостановлении деятельности БЦР. Решение было обосновано тем, что нужно «не дать большевикам возможности использовать формально тактическое сотрудничество с немцами перед западными союзниками для окончательного уничтожения антибольшевистской деятельности».
30 декабря 1947 Островский обратился к белорусской эмиграции в Германии с призывом «прекратить всякие споры между белорусскими организациями» и провести выборы в Белорусское Центральное Представительство, организацию, которая должна была объединить сторонников БЦР. После просьбы возобновить деятельность Рады был созван XII Пленум БЦР (1948), на котором её провозгласили «исполнительным и представительным органом эмиграции независимой Белорусской Народной Республики». После 1948 года Рада развернула деятельность в США и Великобритании.
В 1962 году Островский сложил с себя полномочия Президента, однако преемник тяжело заболел, и Рада возобновила деятельность только в 1974 году, когда вернулся Островский.
В 1976 г. БЦР утвердила свои награды, в том числе Крест заслуги Белорусской краевой обороны, которые не признал Совет БНР.
Деятельность БЦР прекратилась в апреле 1995 года в связи со смертью последних её активных членов; новоизбранный председатель Виталий Терпицкий публично объявил, что не намерен продолжать «играть в солдатики, как БНРовцы».

## Внешняя политика
Несмотря на марионеточность своих действий, Белорусская Центральная Рада (БЦР) обладала полномочиями, характерными для полноценных правительств. Она имела свои делегации в таких странах, как Германия, США и Великобритания. Отношения между белорусскими коллаборационистами и соседними националистическими формированиями, такими как УПА, Армия Крайова в основном развивались через подпольные и партизанские войны.

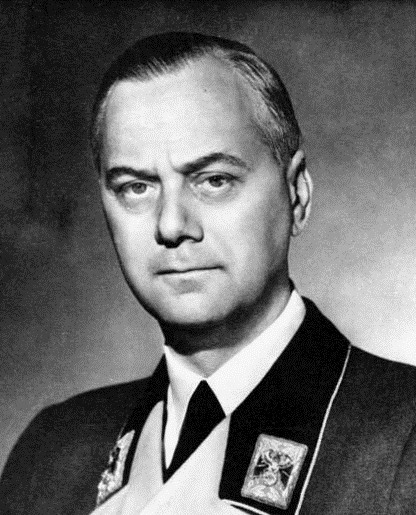
Альфред Розенберг

### Германия
После Второго Всебелорусского конгресса новый президент независимого Белорусского государства, Радослав Островский, отправил телеграмму Гитлеру о борьбе белорусов «вместе с немецкими войсками» с большевизмом.
В 1943 году Белорусская делегация приехала в Берлин, им удалось заручиться поддержкой Рейхсминистра восточных оккупированных территорий — Альфреда Розенберга. В условиях 1944 года всё свидетельствовало о том, что Розенберг сделал ставку на БЦР, чтобы использовать её как одну из фигур в своей политической игре. Делать это было очень выгодно, так как даже с пропагандистской точки зрения эта организация имела более высокую ценность, чем другие подобные ей организации «восточных» народов (как, например, Литовская местная администрация). Во-первых, в отличие от них, БЦР был создан на своей территории, а не в эмиграции. Во-вторых, главным источником его «легитимности» был не просто приказ оккупантов, а «воля делегатов 2-го Всебелорусского конгресса». В-третьих, функционирование совета в эмиграции можно было представить как результат прерванного Красной армией процесса создания белорусского государства под немецкой оккупацией.
Розенберг практически сразу признал БЦР как единственное независимое правительство белорусского народа.

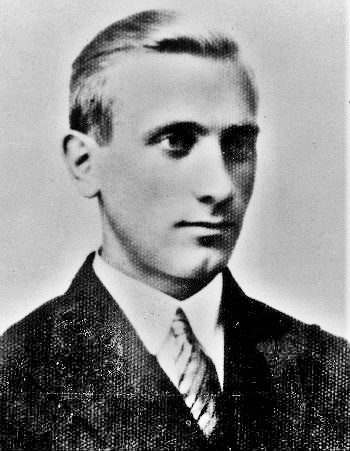
Дмитрий Клячкивский

### Украина
Среди солдат Украинской Повстанческой Армии (УПА) было много белорусов. В 1944 году в Дивинском районе Брестской области в Советскую Армию мобилизовали лишь 50 человек из 5 тысяч — остальные сбежали к бандеровцам. В этих районах действовали специальные белорусские проводы УПА: Молодечно, Пинск, Барановичи. Кроме того, были попытки создавать формирования белорусских националистов по образцу отрядов УПА.
Белорусская делегация ездила на съезд Организации Украинских Националистов (ОУН) осенью 1943 года, где также пыталась создать антифашистско-антисоветское движение. Под руководством Михаила Витушки были созданы формирования белорусских националистов, организационной основой которых стала Белорусская независимая партия, неофициально называемая «Белорусские резистанс». Эти формирования тесно сотрудничали с УПА, и было проведено несколько десятков крупных совместных боев с советскими партизанами.
Витушко также пытался организовать антинемецкое восстание во время Второго Всебелорусского конгресса, но от этой идеи отказались. Командующим «УПА-Север», включающей территорию белорусского Полесья, был Дмитрий Клячкивский.
В послевоенный период, Белорусское освободительное движение «Черный кот», которое подчинялось правительству Островского, провело ряд совместных операций с УПА.

### Великобритания
В эмиграции БЦР вступила в скрытые переговоры с британской разведкой МИ-6 и добилась финансирования от британского правительства для ведения партизанской войны против СССР. В 1954 году президент БЦР, профессор Радослав Островский, приехал в Англию навестить своего сына. Сын жил за пределами Лондона, не имел собственного дома и не мог позволить себе его покупку. В связи с этим Главное правление Хабрского университета предложило Островскому переехать в Дом Хабрского университета.
Организация Хабра не была легализована, и Дом Хабра должен был иметь владельца. Номинальным владельцем был А. Варава, который недавно не проживал в Лондоне. В результате Дом Хабра был переписан с А. Варавы на Р. Островского с условием, что одно помещение останется для использования в качестве кабинета и места для собраний членов Хабра.
Дело Палаты ХАБР было представлено на VII Всеобщем съезде друзей ХАБР, состоявшемся 9 июня 1955 года. На съезде было заявлено: «В связи с приездом президента БЦР в Англию, с целью развития и совершенствования работы организации, а также для предоставления более широких возможностей для работы президента БЦР, Главное правление ХАБР решило провести проверку Палаты ХАБР и передать её под контроль президента БЦР как начальника белорусской жизни в Англии и других странах свободного мира».
Некоторые члены БЦР, опасаясь, что их западных союзников могут привлечь к ответственности за сотрудничество с немцами, стали переходить к Абрамчику в Раду БНР, надеясь найти у него защиту, так как Абрамчик уже был связан с Ватиканом и польским правительством в изгнании в Лондоне. Однако большинство членов БЦР к Абрамчику не перешли. Эти люди на некоторое время прекратили свою деятельность и вместо БЦР создали представительство — Белорусский национальный комитет в Регенсбурге (Западная Германия), который имел своих представителей почти в каждом немецком лагере, где находились белорусские беженцы-эмигранты. Белорусы в Англии мало знали об этом и ничего не знали о БЦР и её президенте Радославе Островском, который не выступал публично.

## Значение

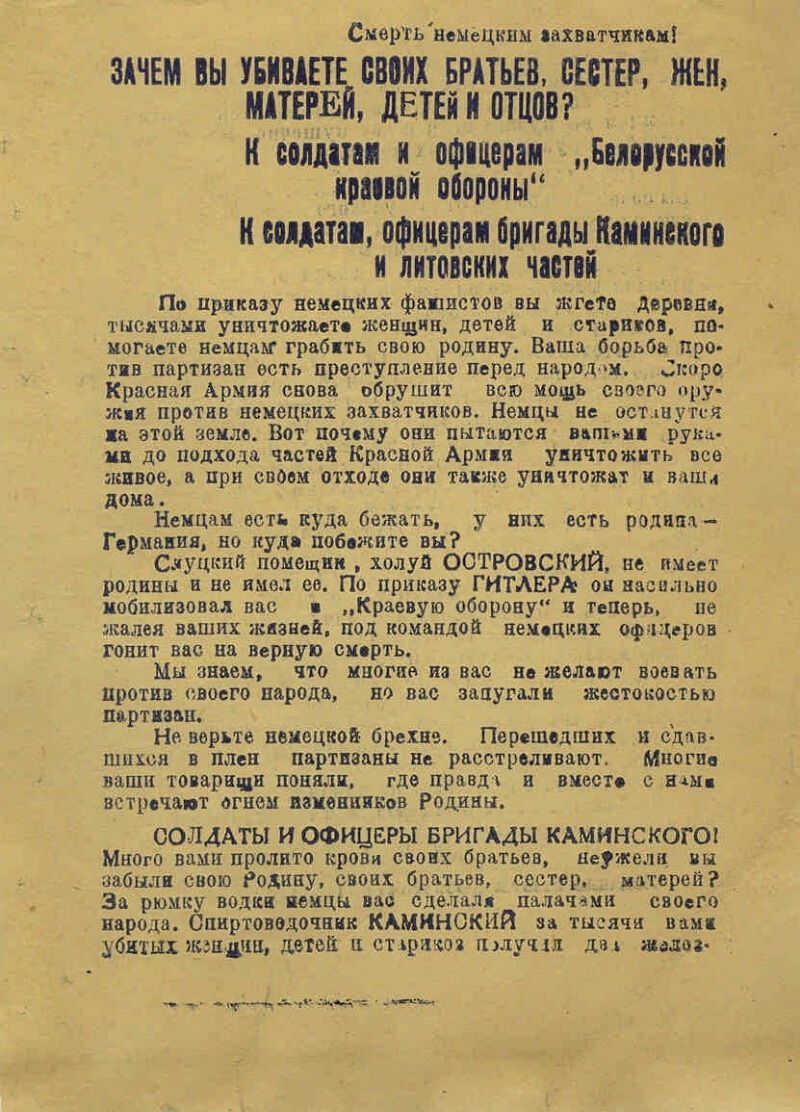
Советская листовка с упоминанием «слуцкого помещика, холуя Островского» и «спиртоводочника Каминского»

Как пишет Эндрю Уилсон, в Беларуси до перестройки не было организованного диссидентского движения, и если во время войны и после неё, например, в Украине существовала УПА, а в Прибалтике были «лесные братья», то «белорусские леса были полны советских партизан», антисоветски настроенные националисты организовались вокруг коллаборационистской БЦР и бежали на Запад. В СССР создавался миф о всенародной партизанской борьбе против небольшого числа коллаборантов, после распада СССР стали появляться попытки его деконструкции: так, белорусский историк Захар Шибеко писал, что в первые годы войны (когда партизан было меньше) и вообще в Западной Беларуси (где партизан было меньше из-за того, что Сталин вступил в отношения с польским правительством в изгнании, которое считало её своей территорией) часто случалось, что численность советских партизан и численность членов «вспомогательной полиции» нередко были примерно равны или сопоставимы (при этом Уилсон не упоминает БНПД, запрещённое в советской историографии).
Несмотря на то, что роль БЦР была больше символической, а сама структура была марионеточной, «правительство» Островского после бегства смогло завоевать популярность среди части белорусской эмиграции (хотя Рада БНР занимала первое место). Например, в 1944 году руководство Белорусской Независимой Партии резко критиковала БЦР и лично Радослава Островского за марионеточный характер действий, а в начале 1945 БНП прекратила всяческое сотрудничество с БЦР после «эвакуации» в 1944 и потери большей части личного состава Белорусской краевой обороны и безрезультатных действий Островского по созданию белорусской армии в Германии. Однако в 1954 г. лидеры БНП признали БЦР в качестве «единого легитимного представительского центра», а Островского именовали «великим и заслуженным белорусским патриотом».
Уилсон также пишет, что бело-красно-белый флаг Беларуси и герб Погоня у немалой части белорусского общества после развала СССР ассоциировались именно с коллаборационизмом, поскольку БЦР существовала дольше БНР, развернула более масштабную и запоминающуюся деятельность, и развернула её «довольно поздно, не в 1941 году <…>, когда наивные иллюзии относительно немецких намерений могли быть более распространены, а в 1943—1944 годах, после Сталинграда, когда Красная Армия вот-вот начнёт масштабную операцию „Багратион“, и когда леса полны партизанами». Это, как он пишет, использовал Александр Лукашенко, назвав «нацистами» своих противников, использовавших бело-красно-белый флаг, и установив изменённый флаг БССР. Именно на этом основании МВД Беларуси предложило запретить бело-красно-белый флаг как «нацистскую символику» в 2021 году, когда проходили протесты против Лукашенко под этим флагом.

## Символика

Печать БЦР

Символика Белорусской Центральной Рады представляла собой бело-красно-белый флаг, печать с традиционным гербом «Погоня».

Доктор Ермаченко, зная о том, что Генеральный Комиссар подписал это постановление, передал текст постановления в белорусскую газету «Раніца». В ней 6 сентября 1942 года опубликовали «Постановление ГК БР о белорусских национальных знаках и эмблемах». Этим постановлением были установлены:
а) государственный герб — белый рыцарь («погоня») на красном фоне;
б) национальный флаг — бело-красно-белый;

в) нарукавная повязка БНС — бело-красно-белая.

## Список президентов БЦР
| Фотография | Имя                             | Период Полномочий                                           | Партия                         |
| ---------- | ------------------------------- | ----------------------------------------------------------- | ------------------------------ |
|            | Радослав Казимирович Островский | (1943 — 24 сентября 1945) (25 марта 1948 — 17 октября 1976) | Беспартийный                   |
|            | Никондар Мядзейко[бел.]         | (4 июля 1977 — 6 декабря 1987)                              | Беспартийный                   |
|            | Михась Зуй[бел.]                | (17 сентября 1988 — 24 апреля 1995)                         | Белорусская независимая партия |
|            | Виталь Цярпицкий                | (1995)                                                      | Беспартийный                   |